# Satparasøen
Satparasøen er en sø nær Skardu, Gilgit-Baltistan, Pakistan, der afvander Skard-dalen. Der bliver tilført vand til den ad Satparafloden.
Satparasøen ligger 2,636 m over havspejlet og fylder 2.5 km².
Siden 2003 har Satparadammen været under konstruktionen neden for søen, og færdiggørelsen vil forstørre arealet af søen.